# Veïnat de l'Hostalnou
El Veïnat de l'Hostalnou és una entitat de població del municipi de Riudellots de la Selva, a la comarca catalana de la Selva.